# Walpurgis Rites - Hexenwahn
Walpurgis Rites - Hexenwahn è l'ottavo album in studio del gruppo blackened death metal austriaco Belphegor, pubblicato nel 2009.

## Tracce
1. Walpurgis Rites – 3:09
2. Veneratio Diaboli - I Am Sin – 7:02
3. Hail the New Flesh – 5:32
4. Reichswehr in Blood – 4:36
5. The Crosses Made of Bone – 4:26
6. Der Geistertreiber – 3:41
7. Destroyer Hekate – 3:37
8. Enthralled Toxic Sabbat – 4:33
9. Hexenwahn - Totenkult – 2:44

## Formazione

### Gruppo
- Helmuth Lehner - voce, chitarre, sampler
- Serpenth - basso, chitarra, sampler
- Morluch - chitarre

### Altri musicisti
- Rachael Hecate - voce
- Andy Classen - sampler
- Tomasz "Nefastus" Janiszewski - batteria